# Adolf Neidholdt
Gustav Adolf Neidholdt (* 30. März 1859 in Halle (Saale); † unbekannt) war Oberbürgermeister von Zerbst.

## Leben

### Herkunft
Neidholdt war der Sohn des Assistenzarztes W. Neidholdt.

### Karriere
Neidholdt besuchte seit 1870 das Stadtgymnasium in Halle (Saale), wo er Ende 1881 das Abitur erlangte. Danach studierte er in Halle, wo er Mitglied der Sängerschaft Fridericiana war. Später arbeitete er als Assessor. Am 5. August 1891 wurde er zum Bürgermeister in Waltershausen gewählt. Am 10. September desselben Jahres nahm er die Wahl offiziell an.
Im Oktober 1901 wurde er zum Oberbürgermeister der Stadt Zerbst ernannt. In dieser Position blieb er bis 1920. Danach wurde er in den Ruhestand verabschiedet.